# Rhabdomastax blanci
Rhabdomastax blanci är en insektsart som beskrevs av Marius Descamps 1969. Rhabdomastax blanci ingår i släktet Rhabdomastax och familjen Episactidae. Inga underarter finns listade i Catalogue of Life.